# Siliquicythere
Siliquicythere is een geslacht van kreeftachtigen uit de klasse van de Ostracoda (mosselkreeftjes).

## Soort
- Siliquicythere baculata Schornikov & Mikhailova, 1990